# Ramenez-moi un homme
 (mars 2014).
Si vous disposez d'ouvrages ou d'articles de référence ou si vous connaissez des sites web de qualité traitant du thème abordé ici, merci de compléter l'article en donnant les références utiles à sa vérifiabilité et en les liant à la section « Notes et références ».
Pour plus de détails, voir Fiche technique et Distribution.
Ramenez-moi un homme (en arabe : هاتولي راجل, Hatouli Ragel) est un film égyptien réalisé par Mohamed Shaker, sorti en 2013.

## Fiche technique
- Titre : Ramenez-moi un homme
- Titre original : هاتولي راجل (Hatouli Ragel)
- Réalisation : Mohamed Shaker
- Scénario : Karim Fahmy
- Pays d'origine : Égypte
- Langue originale : arabe
- Genre : Comédie
- Date de sortie : 2013

## Distribution
- Ahmad El-Fichaoui
- Merit
- Youssra El-Louzy
- Emy Samir Ghanim
- Cherif Ramzy
- Raja El-Jiddawi
- Nicole Saba